# Sainte-Radegonde (Charente-Maritime)
Sainte-Radegonde település Franciaországban, Charente-Maritime megyében. Lakosainak száma 578 fő (2022. január 1.). Sainte-Radegonde Beurlay, Champagne, Pont-l’Abbé-d’Arnoult és Trizay községekkel határos.

## Népesség
A település népessége az elmúlt években az alábbi módon változott:
| Lakosok száma | 248  | 302  | 382  | 436  | 548  | 573  | 580  | 579  | 579  | 578  |
|               | 1968 | 1982 | 1999 | 2006 | 2011 | 2015 | 2017 | 2018 | 2020 | 2022 |